# Кім Мьон Су
Кім Мьон Су (кор. 김명수) також відомий під сценічним ім'ям L — південнокорейський актор та співак. Учасник південнокорейських хлопчачих гуртів Infinite та Infinite F.

## Біографія
Кім Мьон Су народився 13 березня 1992 року в столиці Республіки Корея місті Сеул. Свою музичну кар'єру він розпочав у 2010 році, дебютував в якості вокаліста хлопчачого гурту Infinite, влітку наступного року він дебютував в якості актора зігравши роль в японському телесеріалі. У 2012 році Мьон Су зіграв другорядну роль в підлітковій музичній драмі «Квітковий гурт». У 2013 році він зіграв головного героя в молодому віці в містичному серіалі «Повелитель сонця», у наступному році Мьон Су зіграв одну з головних ролей в серіалі «Занадто прекрасна для мене».
Восени 2014 року був сформований під-гурт Infinite F, до складу якого крім Мьон Су увійшли його колеги по Infinite Лі Сон Йоль та Лі Сон Чон, у листопаді того ж року під-гурт випустив альбом в Японії а у грудні в Кореї. 
У 2016 році Мьон Су зіграв головну роль в підлітковій вебдрамі «Ще раз». У наступному році він зіграв одну з головних ролей в історичній драмі «Імператор: Володар маски». Підвищенню популярності актора сприяла головна чоловіча роль в юридичній драмі «Місіс Хаммурапі», в якій він вдало виконав роль судді . У травні 2019 року відбулася прем'єра фентезійного серіалу «Остання місія янгола: Кохання», в якому він зіграв головну роль — янгола який отримав складне завдання. Навесні 2020 року Мьон Су зіграв головну роль в фентезійно-романтичному серіалі «Мяу, Таємний хлопець», в якому зіграв роль хлопця який насправді є котом.

## Фільмографія

### Телевізійні серіали
| Рік  | Назва                                                | Роль                            | Мережа        |
| ---- | ---------------------------------------------------- | ------------------------------- | ------------- |
| 2011 | «Чіу»                                                | Чіу                             | TV Asahi      |
| 2011 | «Ласкаво просимо до крамниці» (анімаційний серіал)   | голос                           | Tooniverse    |
| 2012 | «Квітковий гурт»                                     | Лі Хьон Су                      | tvN           |
| 2012 | «Гуру саламандра і тіні»                             | камео (3 серія)                 | SBS           |
| 2012 | «Що таке, мама?»                                     | Кім Мьон Су                     | MBC           |
| 2013 | «Повелитель сонця»                                   | молодий Чу Чун Вон              | SBS           |
| 2014 | «Хитрість однієї леді»                               | Гіль Ю Хан                      | MBC           |
| 2014 | «Занадто прекрасна для мене»                         | Сі У                            | SBS           |
| 2015 | «В той час ми не були закохані»                      | Кі Сон Дже (камео, серія 2 — 4) | SBS           |
| 2016 | «Ще раз» (спеціальна драма)                          | Ю Тан                           | KBS2, Netflix |
| 2016 | «Мій котик» (китайсько-південнокорейський вебсеріал) | Чон Хо Йон                      | Tencent, MBC  |
| 2017 | «Імператор: Володар маски»                           | Лі Сон                          | MBC           |
| 2018 | «Місіс Хаммурапі»                                    | Ім Ба Рин                       | JTBC          |
| 2019 | «Остання місія янгола: Кохання»                      | Кім Дан                         | KBS2          |
| 2020 | «Мяу, Таємний хлопець»                               | Хон Чжо                         | KBS2          |
| 2021 | «Королівський таємний агент»                         | Сон Ї Гьом                      | KBS2          |
| 2023 | «Номери»                                             | Чан Хо У                        | MBC           |

## Нагороди
| Рік  | Нагорода                                | Категорія                                    | Робота                          | Результат | Прим.  |
| ---- | --------------------------------------- | -------------------------------------------- | ------------------------------- | --------- | ------ |
| 2013 | 6-та Премія корейської драми            | Кращий молодий актор                         | «Повелитель сонця»              | Номінація |        |
| 2017 | Премія Сеульського Вебфестивалю         | Висхідна зірка                               | «Мій котик»                     | Номінація |        |
| 2017 | Премія Сеульського Вебфестивалю         | Спеціальна нагорода                          | «Мій котик»                     | Перемога  | [ 10 ] |
| 2017 | 10-та Премія корейської драми           | Кращий новий актор                           | «Імператор: Володар маски»      | Номінація |        |
| 2017 | 1-ша Сеульська премія                   | Нагорода за популярність (актор)             | «Імператор: Володар маски»      | Номінація |        |
| 2017 | 36-та Премія MBC драма                  | Нагорода за майстерність (актор мінісеріалу) | «Імператор: Володар маски»      | Номінація |        |
| 2017 | 36-та Премія MBC драма                  | Кращий новий актор                           | «Імператор: Володар маски»      | Номінація |        |
| 2017 | 36-та Премія MBC драма                  | Нагорода за популярність (актор)             | «Імператор: Володар маски»      | Перемога  | [ 11 ] |
| 2017 | 36-та Премія MBC драма                  | Кращий персонаж (бойовий дух)                | «Імператор: Володар маски»      | Перемога  | [ 11 ] |
| 2017 | Премія Перший бренд Кореї               | Male Acting Idol                             | Н/Д                             | Номінація |        |
| 2018 | 6-та Премія «Зірок МААТР»               | Кращий новий актор                           | «Місіс Хаммурапі»               | Номінація | [ 12 ] |
| 2018 | 3-тя Премія азійський артист            | Краща ікона                                  | Н/Д                             | Перемога  | [ 13 ] |
| 2019 | 12-та Премія корейської драми           | Кращий новий актор                           | «Остання місія янгола: Кохання» | Номінація | [ 14 ] |
| 2019 | 33-тя Премія KBS драма                  | Нагорода за майстерність (актор мінісеріалу) | «Остання місія янгола: Кохання» | Номінація | [ 15 ] |
| 2019 | 33-тя Премія KBS драма                  | Кращий новий актор                           | «Остання місія янгола: Кохання» | Перемога  | [ 15 ] |
| 2019 | 33-тя Премія KBS драма                  | Нагорода Netizen (актор)                     | «Остання місія янгола: Кохання» | Номінація | [ 15 ] |
| 2019 | 33-тя Премія KBS драма                  | Краща пара разом з Сін Хє Сон                | «Остання місія янгола: Кохання» | Перемога  | [ 15 ] |
| 2019 | 33-тя Премія KBS драма                  | Зірка корейської драми                       | «Остання місія янгола: Кохання» | Перемога  | [ 15 ] |
| 2020 | 34-та Премія KBS драма                  | Нагорода за майстерність (актор мінісеріалу) | «Мяу, Таємний хлопець»          | Номінація |        |
| 2021 | 35-та Премія KBS драма                  | Нагорода за високу майстерність (актор)      | «Королівський таємний агент»    | Номінація |        |
| 2021 | 35-та Премія KBS драма                  | Нагорода за майстерність (актор мінісеріалу) | «Королівський таємний агент»    | Номінація |        |
| 2021 | 14-та Сеульська міжнародна премія драми | Видатний корейський актор                    | «Королівський таємний агент»    | Номінація |        |
| 2022 | 13-та Премія корейської драми           | Глобальна зірка                              | «Королівський таємний агент»    | Перемога  |        |